# Брикебек-ан-Котантен
Брикебек-ан-Котантен (фр. Bricquebec-en-Cotentin) — новая коммуна на северо-западе Франции, находится в регионе Нормандия, департамент Манш, округ Шербур, центр кантона Брикебек-ан-Котантен. Расположена в 24 км к югу от Шербур-ан-Котантена, в 11 км от автомагистрали N13.
Население (2018) — 5 869 человек.

## История
Коммуна образована 1 января 2016 года путем слияния шести коммун:
- Брикебек
- Кетто
- Ле-Вальдеси
- Ле-Врето
- Ле-Перк
- Сен-Мартен-ле-Эбер

Центром коммуны является Брикебек. От нее же к новой коммуне перешли почтовый индекс и код INSEE. На картах в качестве координат Брикебек-ан-Котантена указываются координаты Брикебека.

## Достопримечательности
- Шато де Брикебек XII века, одно из наиболее хорошо сохранившихся в регионе, с крепостными стенами, башнями и донжоном. В башне с часами расположен краеведческий музей
- Шато де Галери XVI-XVII веков
- Действующее цистерцианское аббатство Нотр-Дам-де-Грас (Notre-Dame-de-Grâce) XIX века
- Церковь Нотр-Дам в Кетто
- Особняк Ла-Кур XVI века в Сен-Мартен-ле-Эбере
- Церковь Нотр-Дам-де-Аньес XV века в Ле-Врето

## Экономика
Структура занятости населения:
- сельское хозяйство — 7,5 %
- промышленность — 9,8 %
- строительство — 9,9 %
- торговля, транспорт и сфера услуг — 39,8 %
- государственные и муниципальные службы — 33,0 %

Уровень безработицы (2018) — 11,1 % (Франция в целом —  13,4 %, департамент Манш — 10,4 %). 

Среднегодовой доход на 1 человека, евро (2018) — 20 850 (Франция в целом — 21 730, департамент Манш — 20 980).

## Администрация
Пост мэра Брикебек-ан-Котантена с 2020 года занимает Дени Лефер (Denis Lefer). На муниципальных выборах 2020 года возглавляемый им правый список победил в 1-м туре, получив 60,49 % голосов.
| Период | Период | Фамилия       | Партия                                  | Примечания                                                |
| ------ | ------ | ------------- | --------------------------------------- | --------------------------------------------------------- |
| 2016   | 2020   | Франсис Пилле | Союз за народное движение Республиканцы | ветеринар, член Генерального совета и Совета департамента |
| 2020   |        | Дени Лефевр   |                                         | руководитель предприятия                                  |

## Города-побратимы
- Нью Айлесфорд, Великобритания
- Лахендорф, Германия